# 러시아 디지털개발통신언론부
러시아 연방 디지털개발통신언론부(러시아어: Министерство связи и массовых коммуникаций Российской Федерации)는 러시아 연방에 있는 디지털 통신 언론업무를 담당하는 정보기관의 하나이다.

## 같이 보기
- 러시아 우정